# Cheile Turzii
Cheile Turzii  alcătuiesc o arie protejată de interes național ce corespunde categoriei a IV-a IUCN (rezervație naturală de tip mixt),  aflată în județul Cluj, la o distanță de 6 km vest de municipiul  Turda, de-a lungul văii Hășdate.
Rezervația naturală Cheile Turzii este administrată de Consiliul Județean Cluj, respectiv de comuna Mihai Viteazu.

## Etimologie
“Chei” (conform DEX) = vale îngustă, lipsită de albie majoră, între doi pereți înalți și abrupți, unde apa râului, întâlnind roci compacte, exercită o puternică eroziune în adâncime. Dupa formele de relief, cheile turzii sunt mai mult formate de om, fiind o caiera veche de piatra pe vremea dacilor. 

Relief

## Descriere
Au o lungime de 1.300 m și o înălțime a pereților de până la 200 m. Cheile ocupă o suprafață de 324 ha și s-au format prin erodarea rocii de calcar jurasic de către râul Hășdate. 
Cheile Turzii oferă un peisaj carstic de o rară sălbăticie: stânci înalte și abrupte, creste ascuțite, turnuri de piatră, vâlcele pietroase, grohotișuri, arcade etc. Conține peste 1.000 de specii de plante, animale, fluturi unele reprezentând elemente rare ca usturoiul sălbatic, acvila de stâncă, șogârțul de baltă, tisa, scorușul, garofița albă, fluturașul de stâncă.

### Punțile și poteca turistică
Cele 4 punți din Cheile Turzii peste Valea Hășdate, numerotate în sensul curgerii apelor văii, sunt următoarele: 

- Puntea 1 („Podul Peșterilor” ) 

- Puntea 2 („Mijlocul Cheii”) 

- Puntea 3 („Vizuina spălată”) 

- Puntea 4 („Portița Cheilor”). 

În cursul timpului, punțile avariate au fost refăcute de mai multe ori.
Traseul potecii turistice prin Chei (numită și „poteca de jos”): 

- de la intrarea în Chei dinspre satul Petreștii de Jos până la puntea 1 („Podul Peșterilor”): pe malul stâng al văii. 

- între puntea 1 („Podul Peșterilor”) și puntea 2 („Mijlocul Cheii”): pe malul drept. 

- între puntea 2 („Mijlocul Cheii”) și puntea 3 („Vizuina spălată”): pe malul stâng. 

- între puntea 3 („Vizuina spălată”) și puntea 4 („Portița Cheilor”): pe malul drept. 

- de la puntea 4 („Portița Cheilor”) până la cabană: pe malul stâng.

## Formarea Cheilor
Roca calcaroasă care formează Cheile Turzii s-a depus în urmă cu cca 150 milioane ani. Prin mișcări foarte lente, masivul de calcar a fost ridicat treptat spre suprafață. Apele Văii Hășdate au săpat și transportat rocile, dar apele au rămas aproape la aceeași cotă.

## Istoric
În punctul „Piatra Tăiată” (monument istoric situat în apropiere de "Izvorul Romanilor"; coordonatele izvorului: 46°35'28"N 23°42'41"E) se afla în perioada romană principala carieră a orașului și a castrului roman Potaissa. În secolul al XIX-lea, când urmele exploatărilor romane mai erau vizibile, s-au făcut observații detaliate privind tehnicile de desprindere a blocurilor de calcar și de avansare în masiv. 
Din carieră a fost transportată la biserica din satul învecinat Cheia o coloană înaltă de 1,5 m și cu diametrul de 0,34 m. 
În carieră și în împrejurimile sale s-au descoperit țigle, chei, opaițe, fragmente ceramice și mai multe monede (o tetradrahmă, un denar din timpul împăratului roman Domițian, un denar din vremea lui Macrinus și alte două monede). Descoperirile indică existența unei așezări și în preajma carierei romane de calcar.
Situl arheologic din punctul „Dealul Alb” este înscris pe lista monumentelor istorice din județul Cluj elaborată de Ministerul Culturii și Patrimoniului Național din România în anul 2015.

## Date biogeografice

### Flora
În Cheile Turzii există aproximativ 1.000 de specii floristice, printre care piciorul cocoșului, odoleanul, omagul, stânjenelul violaceu, vulturica, scorușul argintiu, usturoiul sălbatic, ș.a.

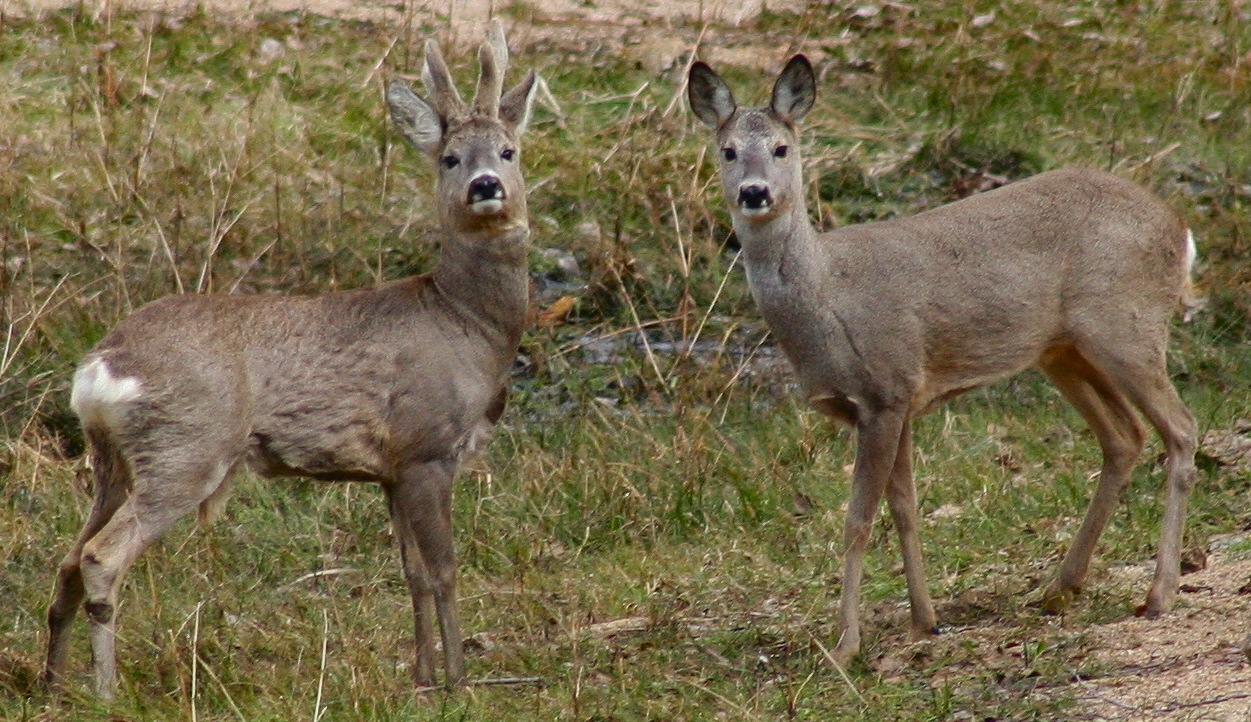
Căprioare

### Fauna
Sunt prezente 67 de specii de păsări, pești, batracieni, vulpea, nevăstuica, jderul de piatră, mistreți, iepuri, căprioare, șerpi etc.  

### Peșteri
Se cunosc în Cheile Turzii aproximativ 50-60 de peșteri, arcade (resturile peșterilor prăbușite) sau firide, în general au dimensiuni mici (8 depășesc 20 m lungime, cea mai mare atingând 123 m). 
Peștera "Cetățeaua Mare" („Peștera lui Balica”) se află lângă puntea I, pe partea dreaptă a văii Hășdate. Aici s-a adăpostit o perioadă haiducul Nichita Balica  din Petreștii de Jos, care a participat la revolta antiaustriacă a Curuților. Pe versantul opus, pe malul stâng al văii, se găsește peștera “Cetățeaua Mică”.

## Alte informații turistice
Cheile Turzii se leagă printr-o serie de trasee de alte obiective turistice, cum ar fi Cheile Turului, Cascada Ciucaș și Cheile Borzești. 
În anul 1939, sus pe stâncă, pe partea stângă a Cheilor (în sensul de curgere al apelor văii Hășdate) a fost montată o cruce mare (din șină de cale ferată îngustă). Crucea a fost amplasată și sfințită în cadrul unei ceremonii publice, la care au luat parte atât oameni din partea locului, cât și oficialități din Turda. Crucea a căzut în anul 1998, fiind înlocuită în aprilie 1999 cu o alta, tot din metal. Această cruce a fost montată prin grija membrilor "Asociației Alpiniștilor Pajura" din Turda.
Lȃngă “Balta lui Dănilă” la “Strungă” (o îngustare a Cheilor, între puntea I și puntea II), malul drept a fost consolidat la o cotitură strȃmtă și periculoasă de un pod de beton cu balustradă metalică.
Vechea bisericuță din lemn ridicată în anul 1937 pe coama din partea dreaptă a Cheilor (în sensul de curgere a văii Hășdate), pe locul unei vechi mănăstiri greco-catolice, a fost demolată în anul 1966, deoarece nu mai era folosită, aflându-se totodată într-un stadiu avansat de deteriorare.
Un afluent de stȃnga al văii Hășdate este pȃrȃul-torent Vapa, cu confluență lȃngă cabană. Acest torent a avariat grav, printr-o puternică viitură în anul 1899, vechiul adăpost (refugiu) din Cheile Turzii.
În zonă sunt instalate mai multe case de vacanță.
Este o zonă preferată de alpiniști datorită verticalității pereților și accesului relativ ușor cu echipamente. Sunt peste 200 de trasee de alpinism și escaladă, anual se țin diverse concursuri și memoriale.

### Izvoare
În Cheile Turzii există 2 izvoare cu apă bună de băut:

- pe malul drept al văii, între punțile I și II, se află “Șipotul Cheilor”, un izvor de versant, pe un perete cu mușchi, ușor de recunoscut.

- un izvor ascuns, mai greu de găsit, tot pe marginea cărării, într-un loc îngust.

### Portița
Între puntea I și ieșirea din Chei spre Petrești există un pasaj artificial cu pereți verticali printr-o stâncă care împiedică libera circulație, numit “Portița”. Această trecere s-a realizat în anii antebelici.

### Mori
În trecut au existat 3 mori cu apă la Cheile Turzii, care au folosit puterea motrice a văii Hășdate:

- o moară la intrarea văii Hășdate în Chei (deservea populația satului Petrești).

- 2 mori la ieșirea văii Hășdate din Chei (deserveau populația satului Săndulești). Una din ele era situată lângă un canal artificial al văii, canal care nu mai există în prezent.

### Vechiul adăpost și noua cabană

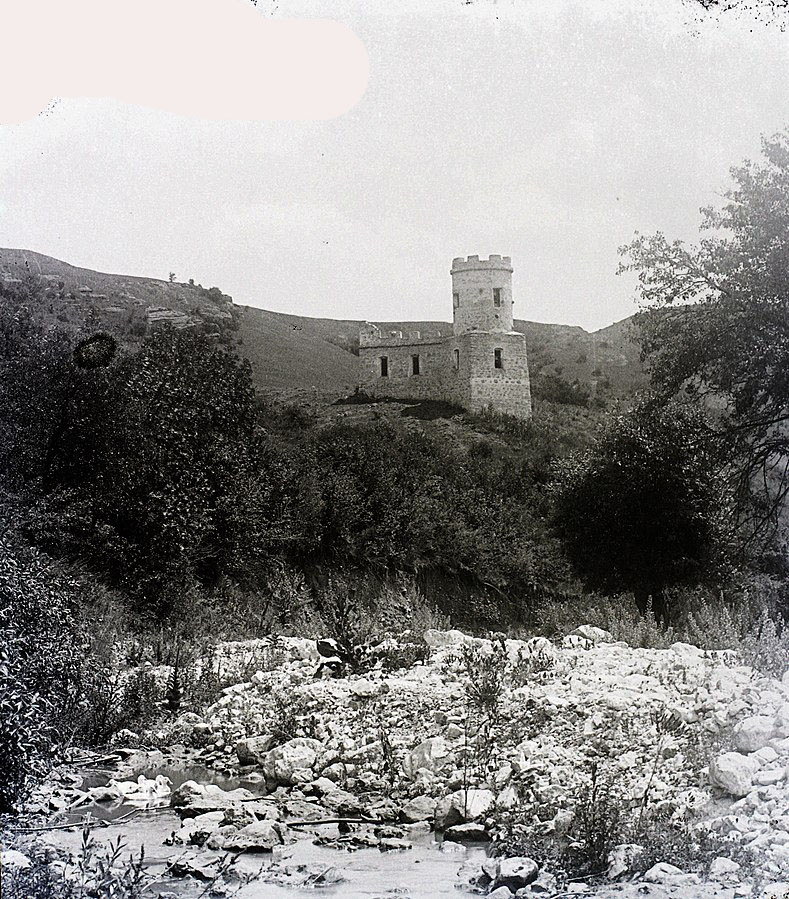
Adăpostul în 1907

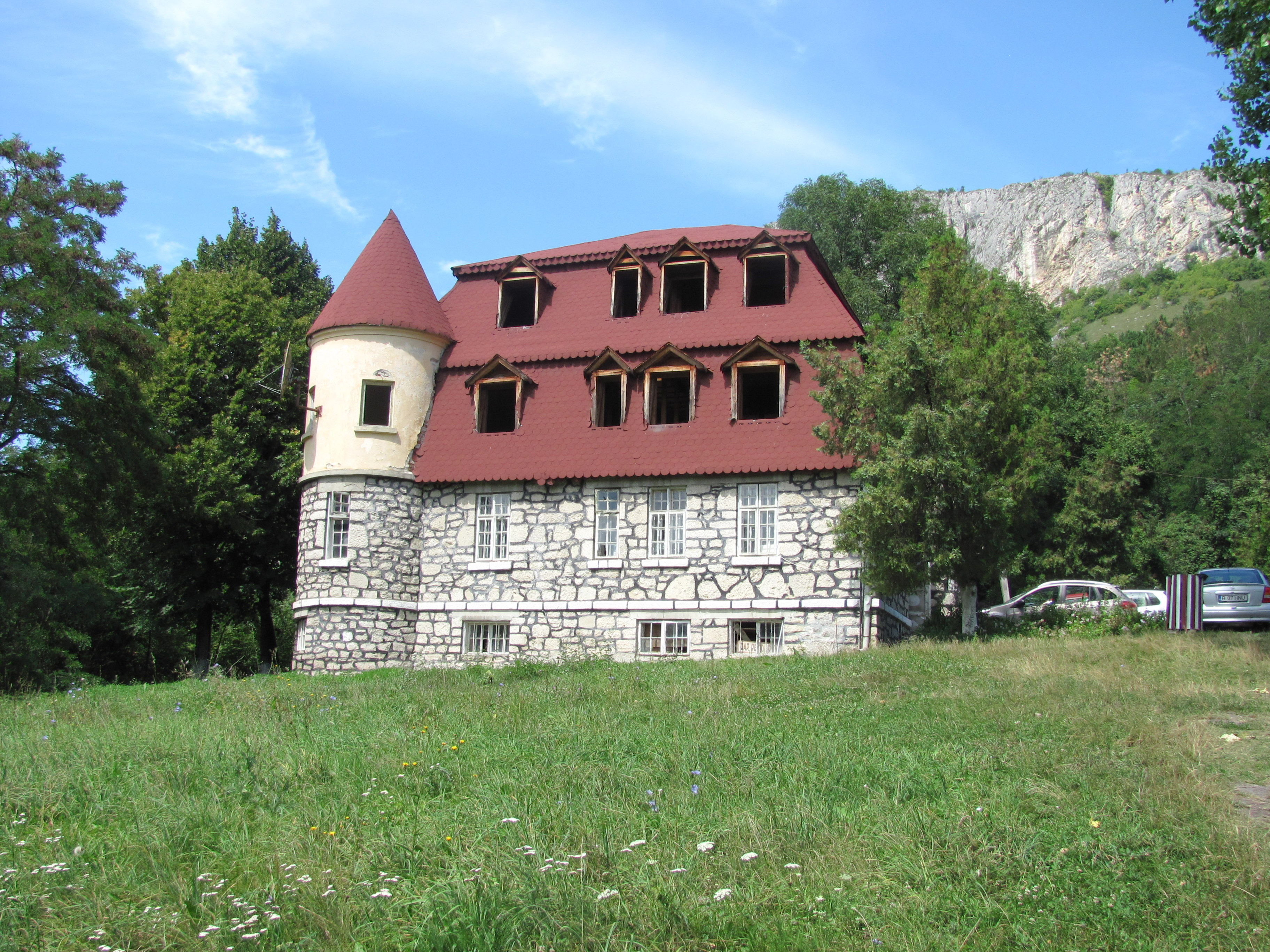
Cabana actuală construită între 1934-1935

Între anii 1890-1894 s-a construit la intrarea în Chei un adăpost din piatră (refugiu pentru turiști), avariat în anul 1899 de o viitură catastrofală a pȃrȃului-torent învecinat Vapa.  Adăpostul a fost creat pentru refugiul oamenilor la intemperii, nu pentru cazare și alimentare. A fost amplasat pe locul unde astăzi e grupul sanitar al cabanei. Nu avea camere, numai lavițe și mese de lemn. Turnul adăpostului a rămas în picioare până în 1934, când a fost demolat, spre a face loc unei noi cabane, existente și astăzi. Piatra de temelie a cabanei a fost așezată la 3 iunie 1934, în cadrul unei ceremonii, în prezența a aproximativ 4000 de participanți. Cabana s-a construit la cca 30 m nord-vest de vechiul adăpost și s-a inaugurat la 8 septembrie 1935.

## Galerie de imagini

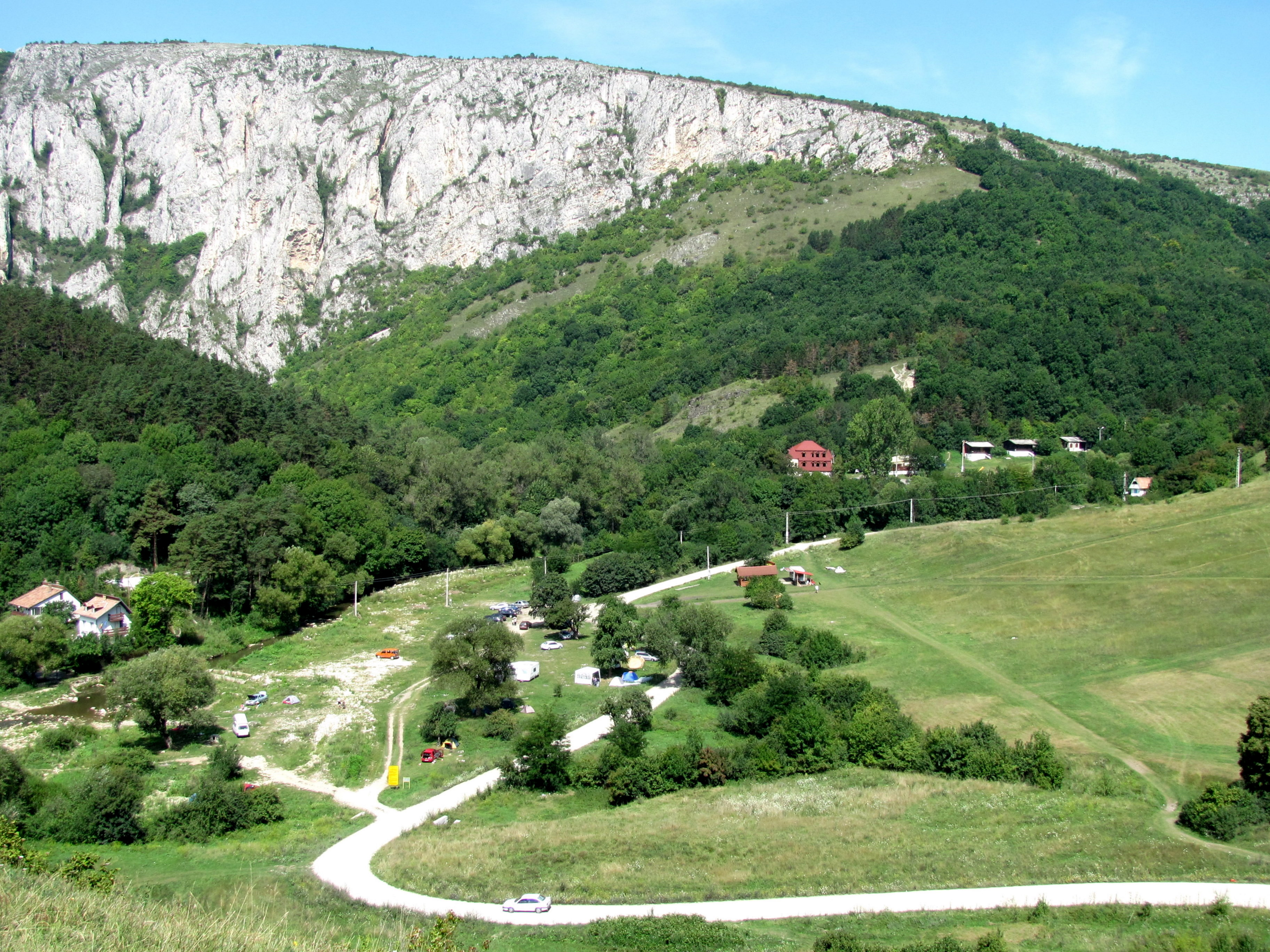
Cheile Turzii
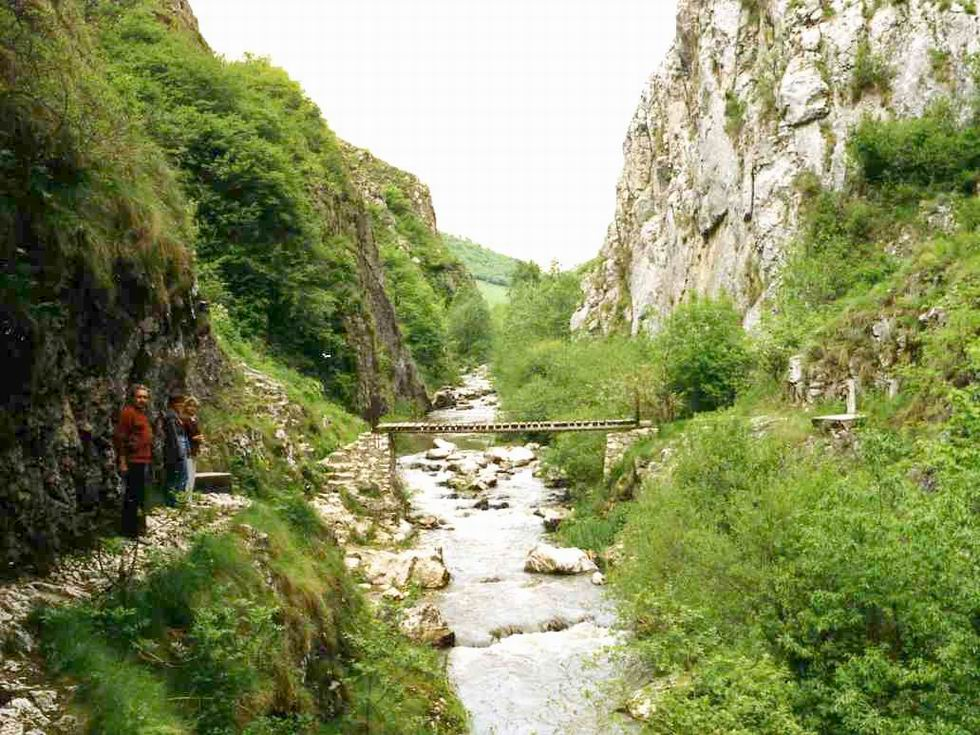
Puntea 1 („Podul Peșterilor”) peste Valea Hășdate
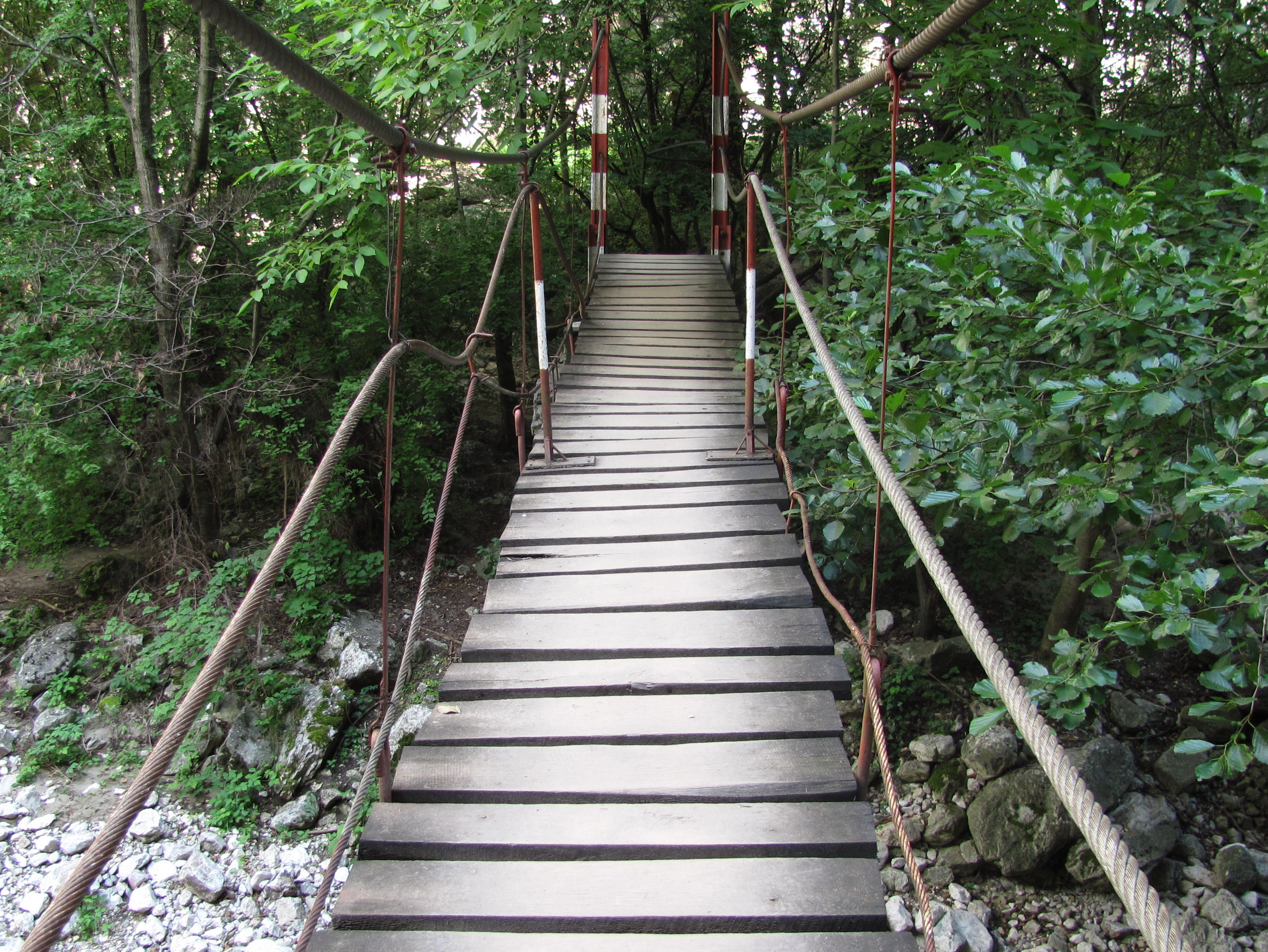
Puntea 2 („Mijlocul Cheii”) peste Valea Hășdate
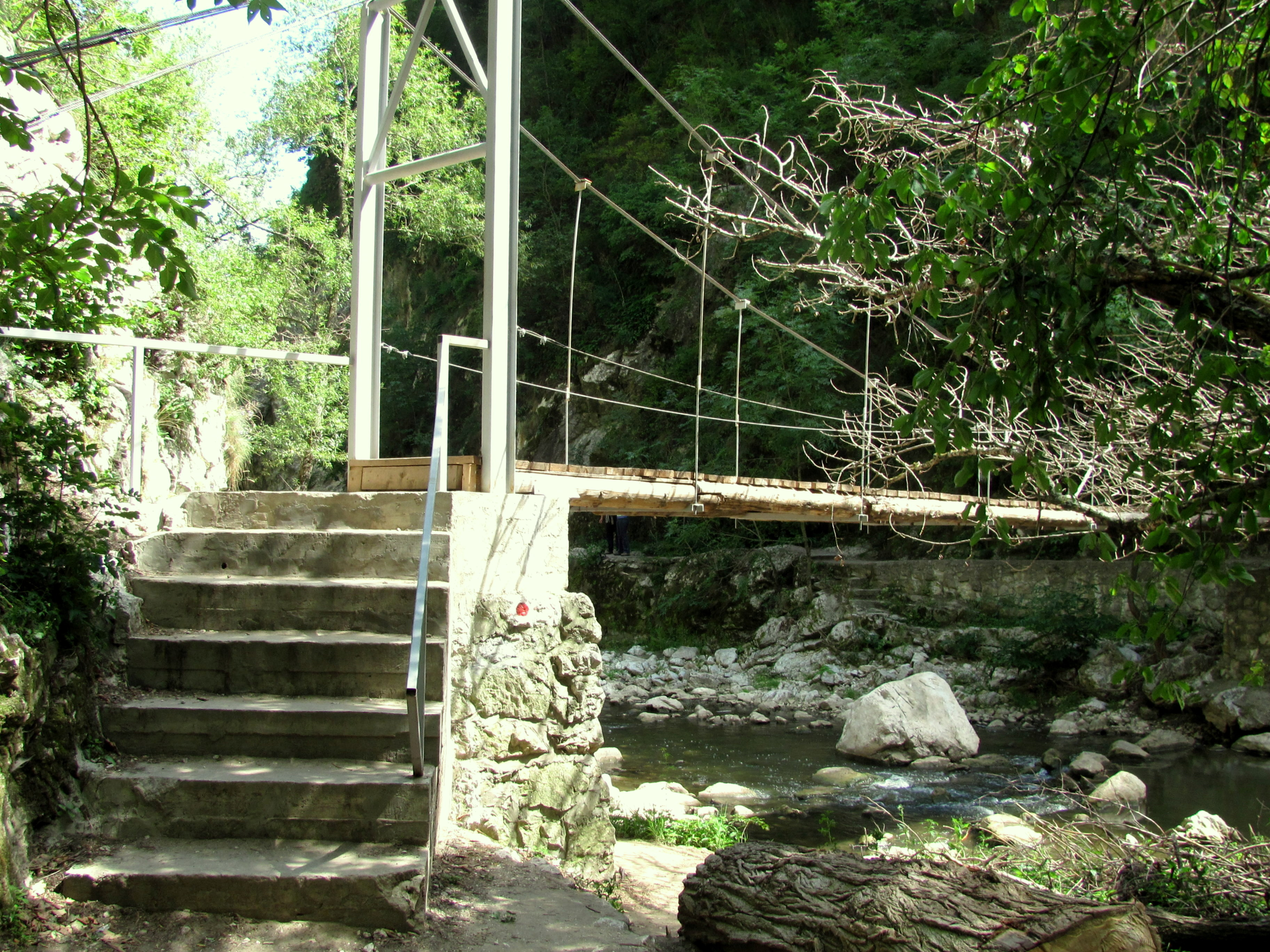
Puntea 3 („Vizuina spălată”) peste Valea Hășdate
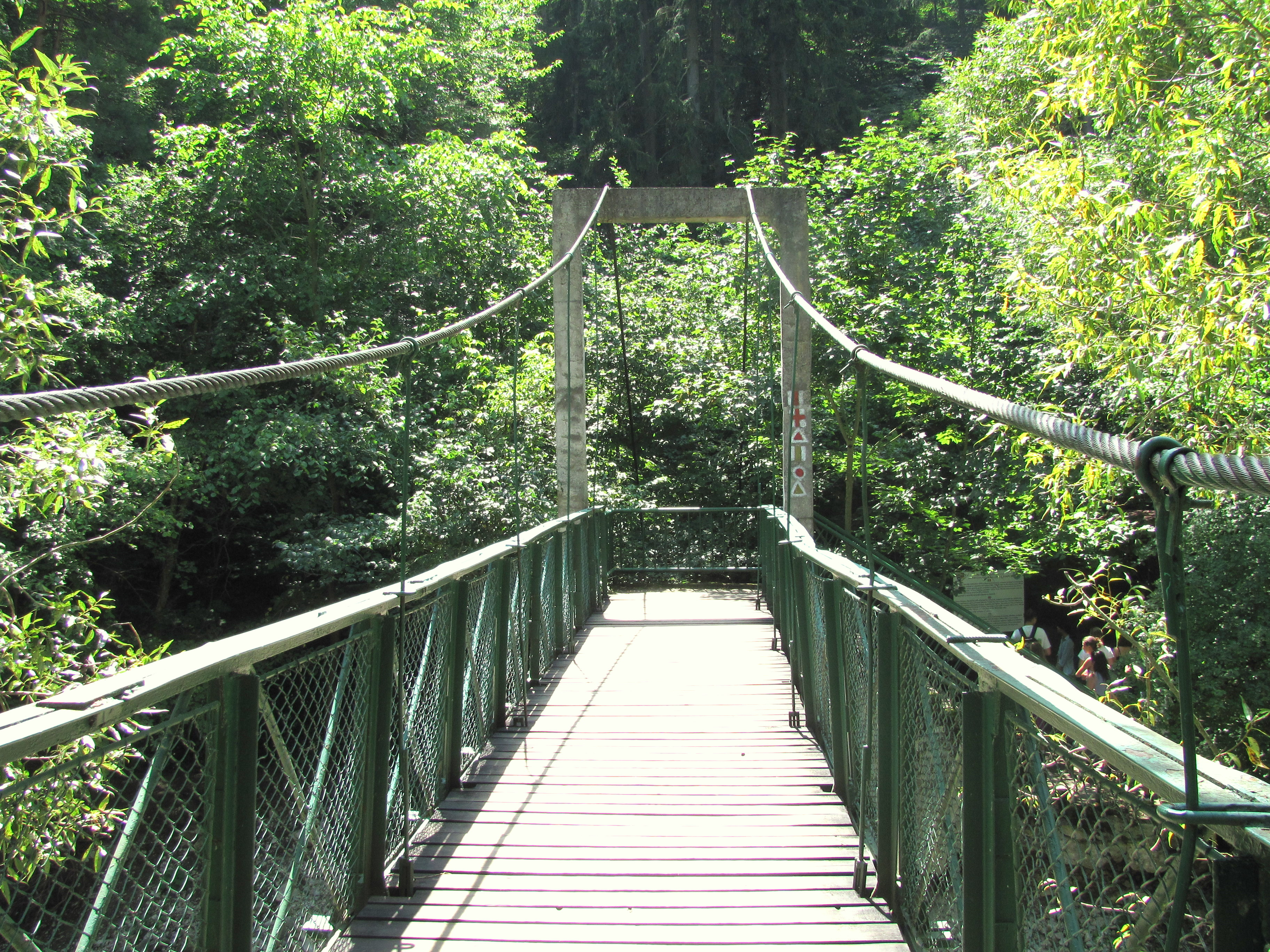
Puntea 4 („Portița Cheilor”) peste Valea Hășdate
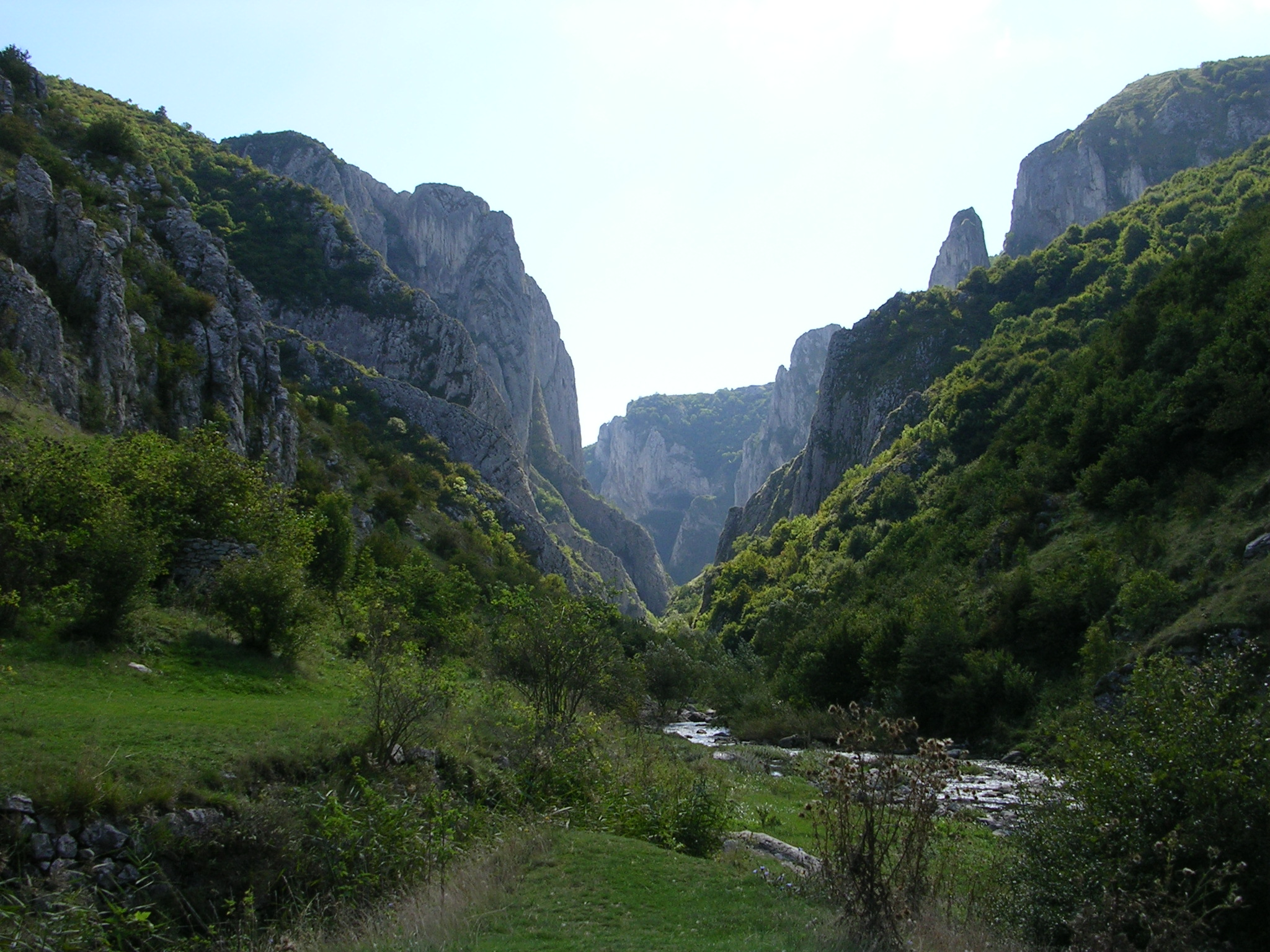
Cheile Turzii
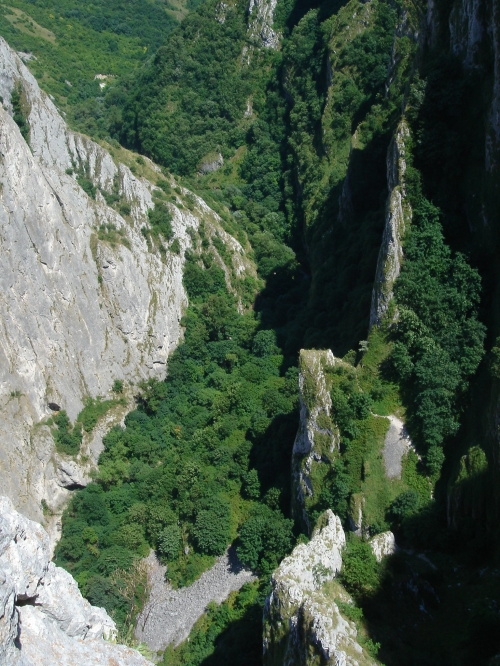
Vedere de pe traseul "Hans Gora"
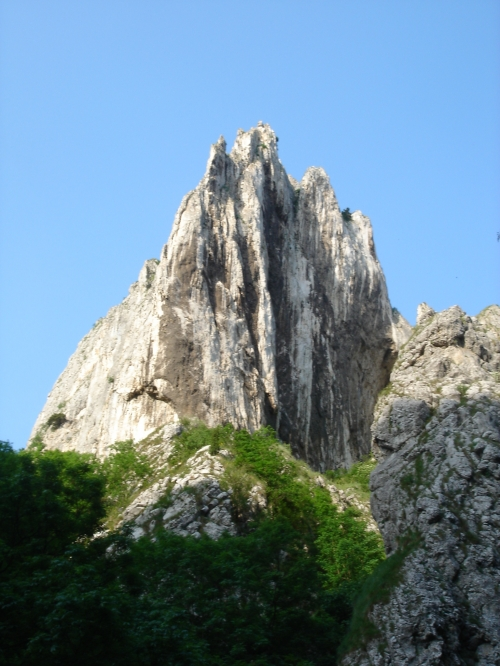
„Turnul Ascuțit”
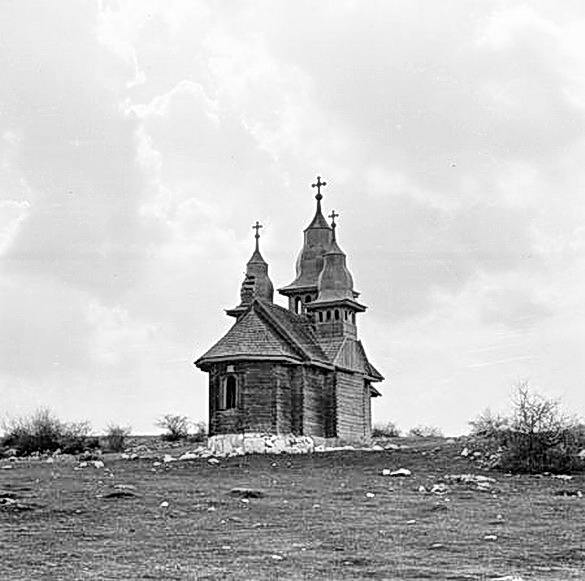
Fosta biserică de lemn a vechii mănăstiri greco-catolice a Petridului de la Cheile Turzii în 1955
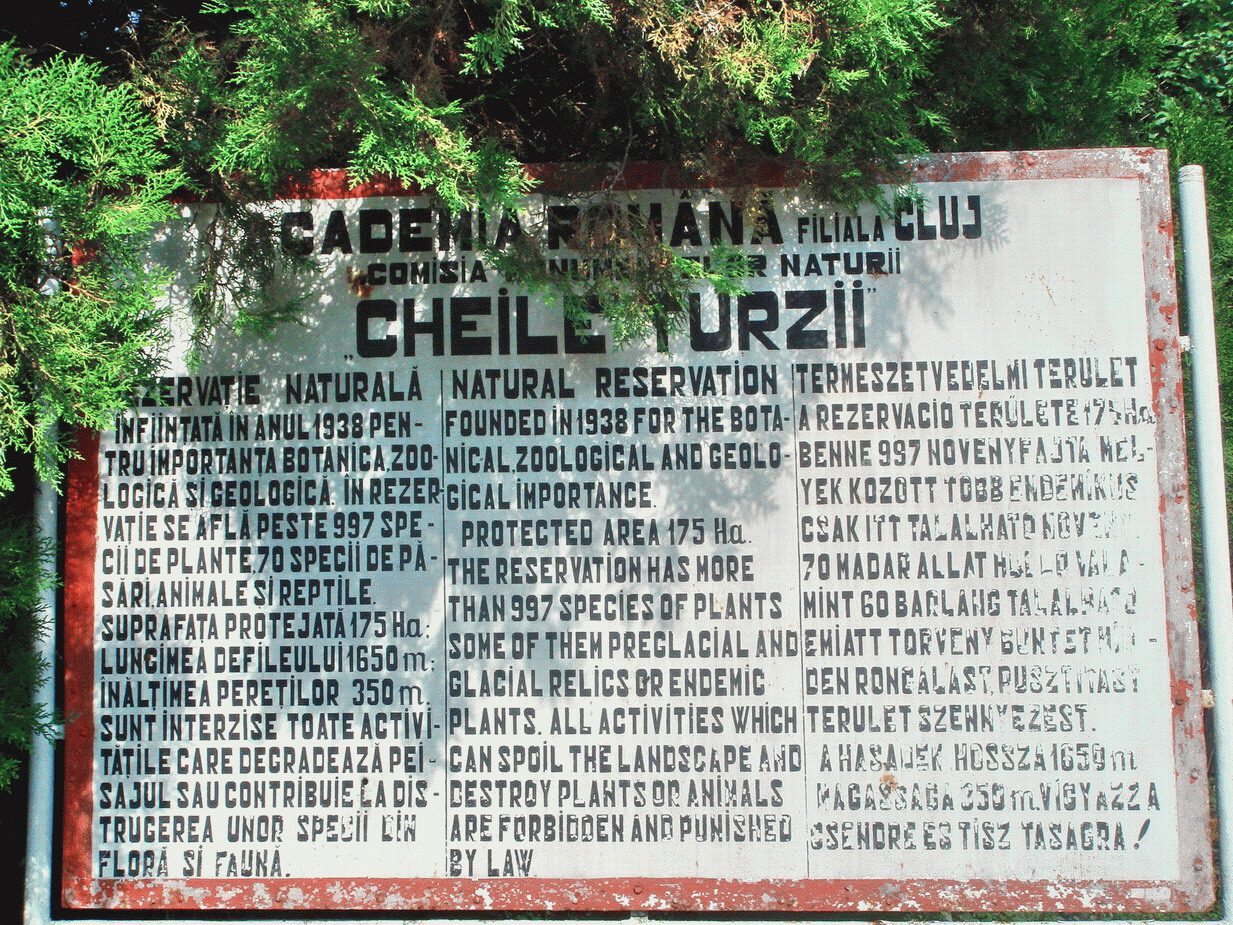
Cheile Turzii Panou informativ
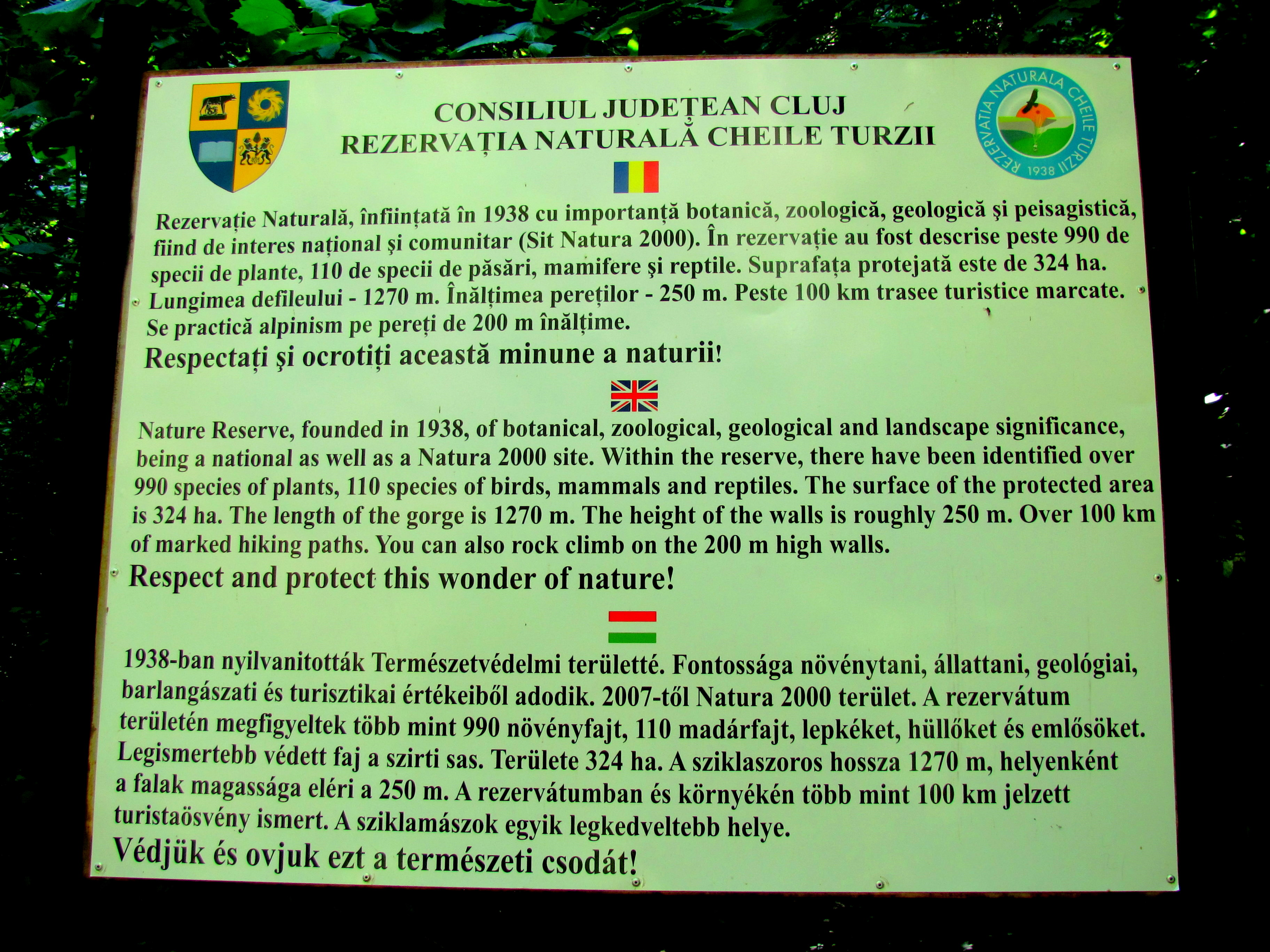
Cheile Turzii Panou indicator
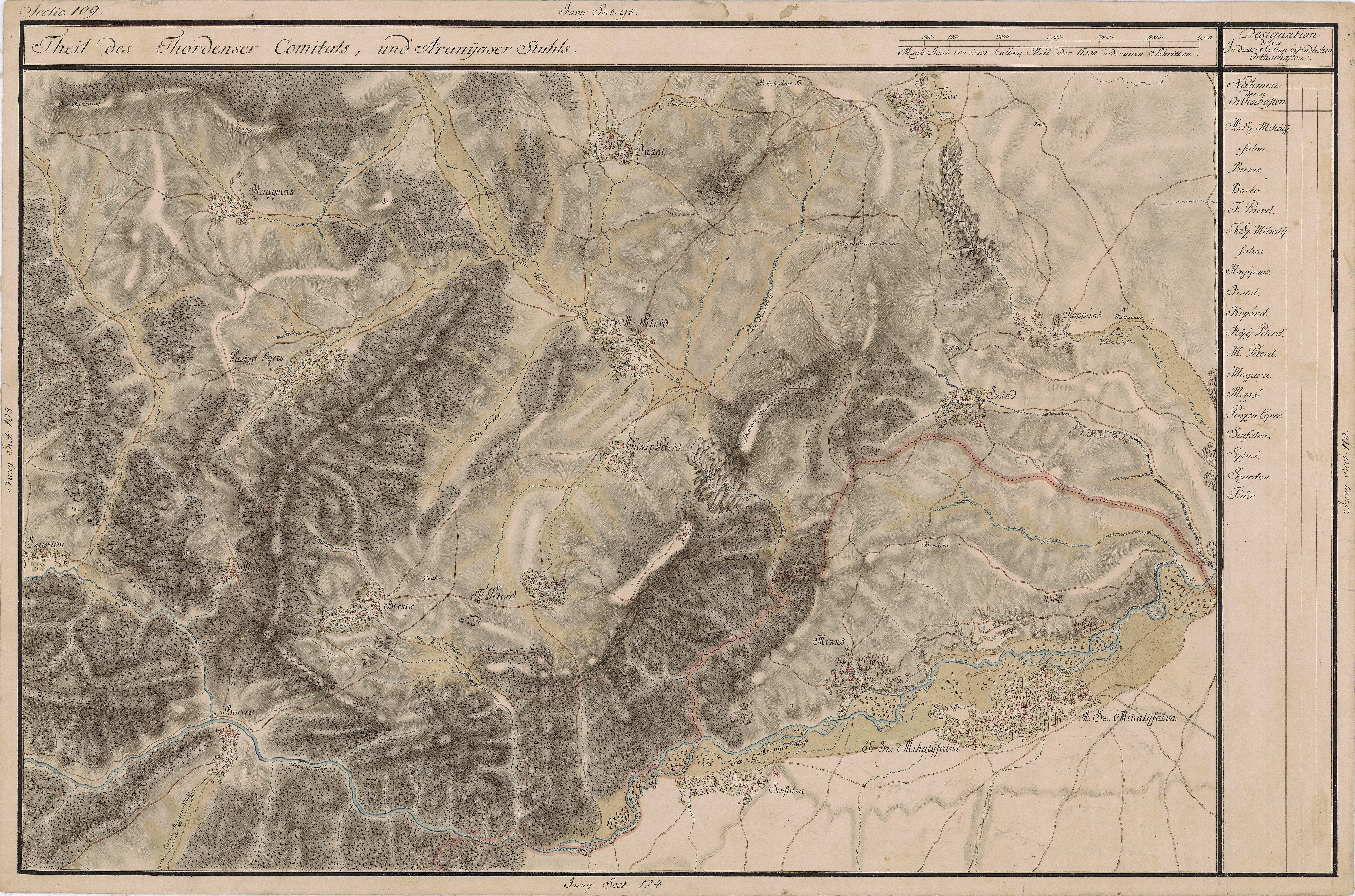
Vechea Mănăstire a Petridului  de la Cheile Turzii pe Harta Iosefină a Transilvaniei din 1769-1773 ("Monostor")
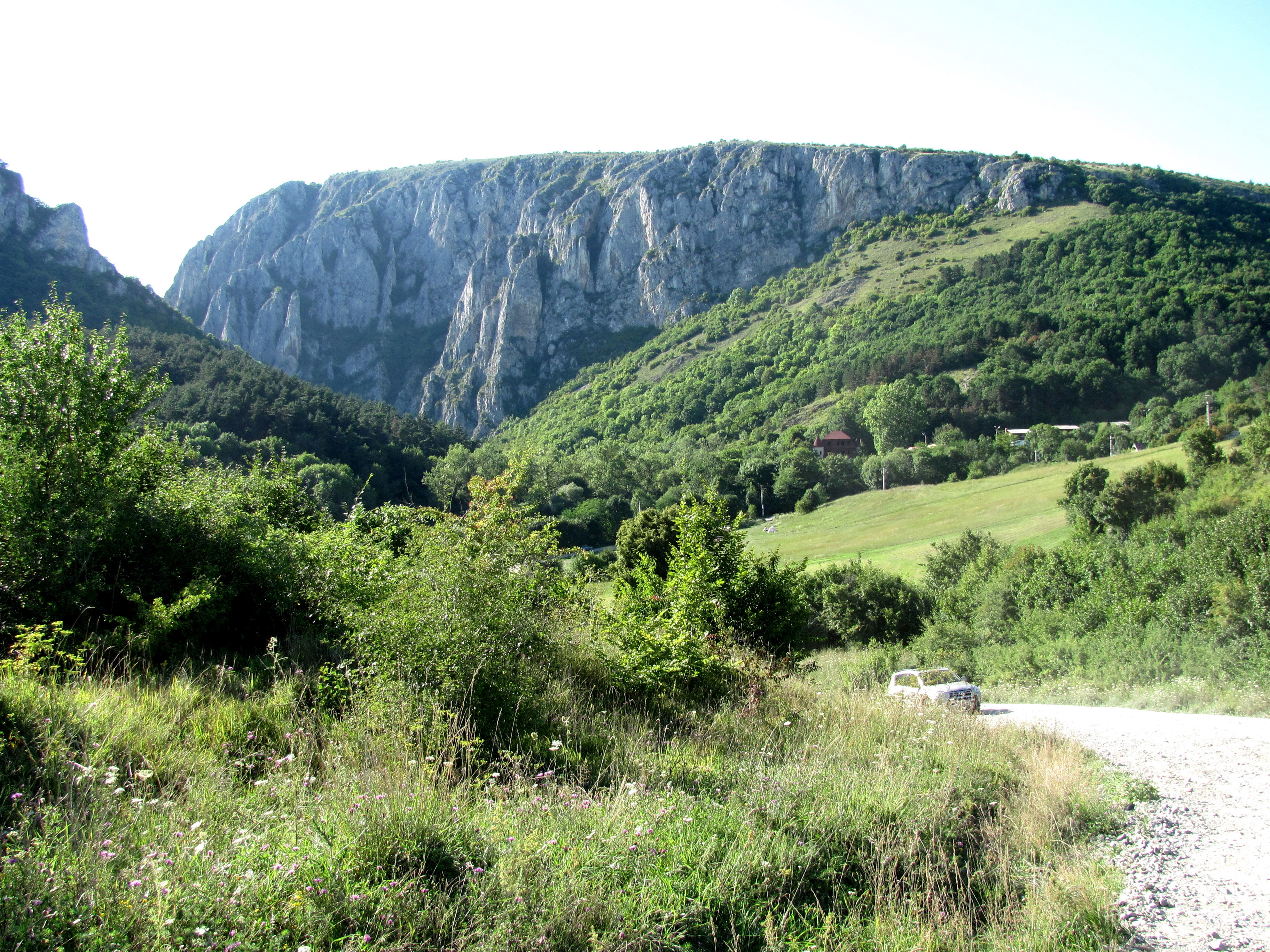
Cheile Turzii
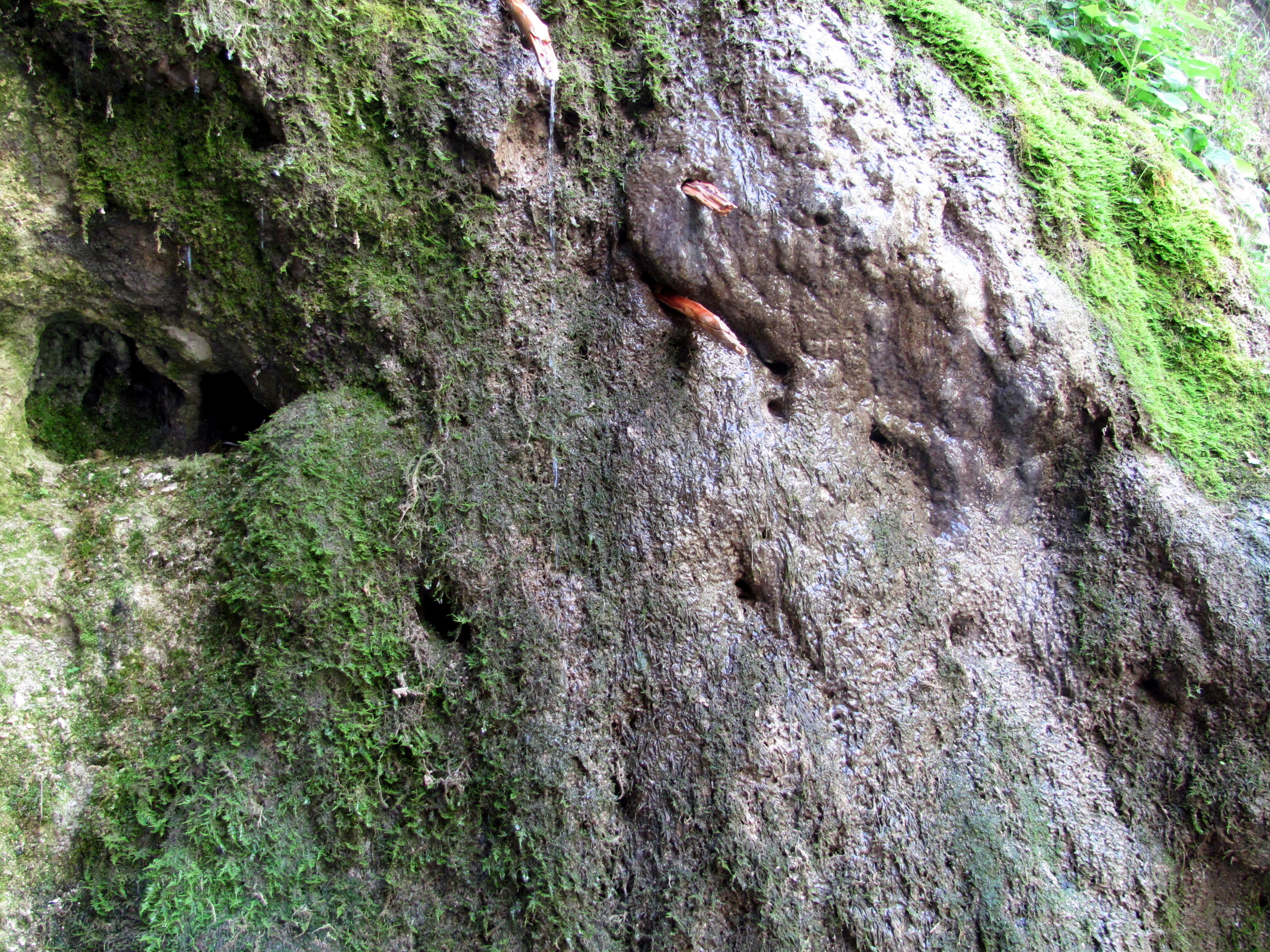
Cheile Turzii Izvor de apă potabilă
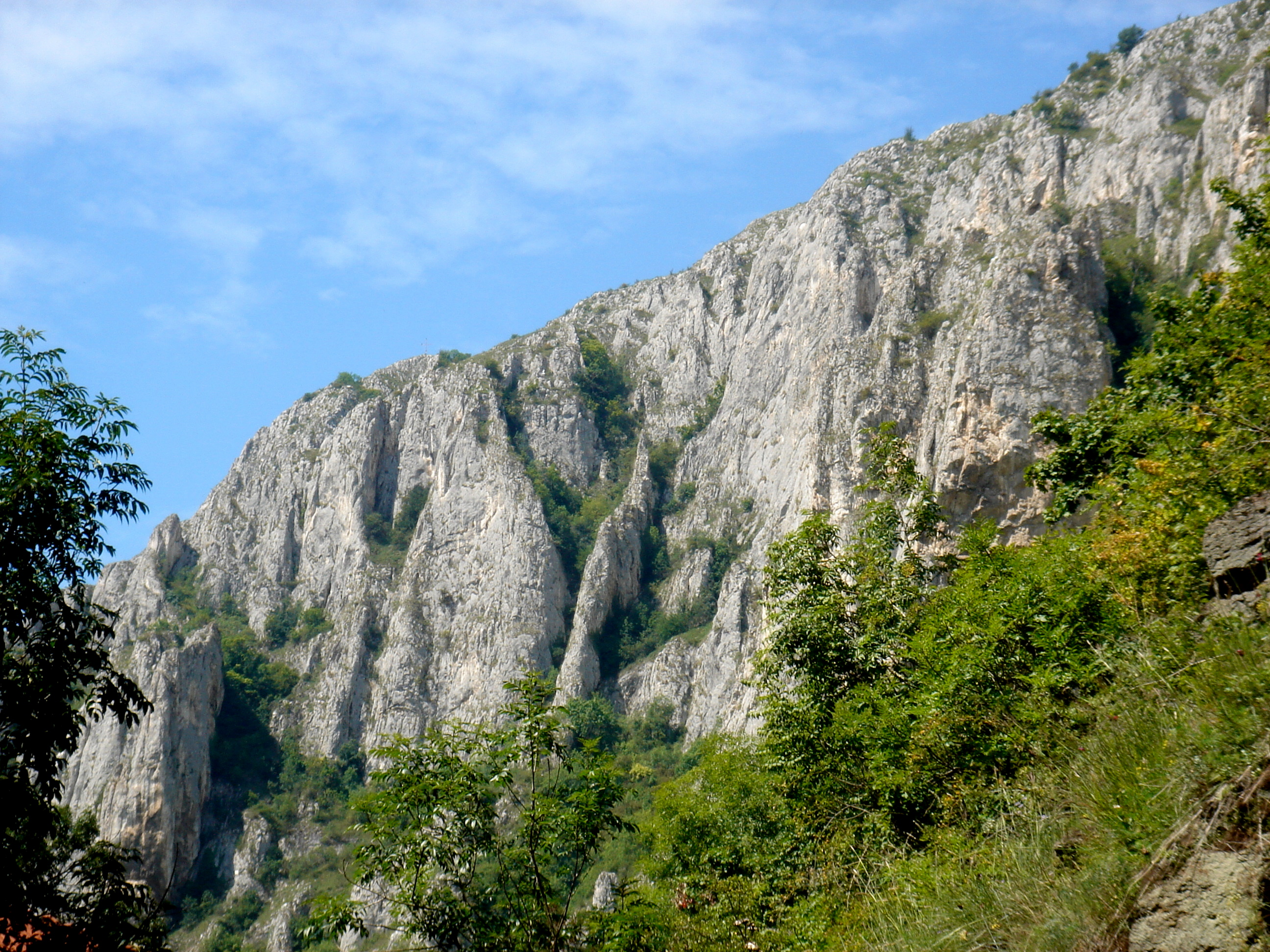
Cheile Turzii Stânci
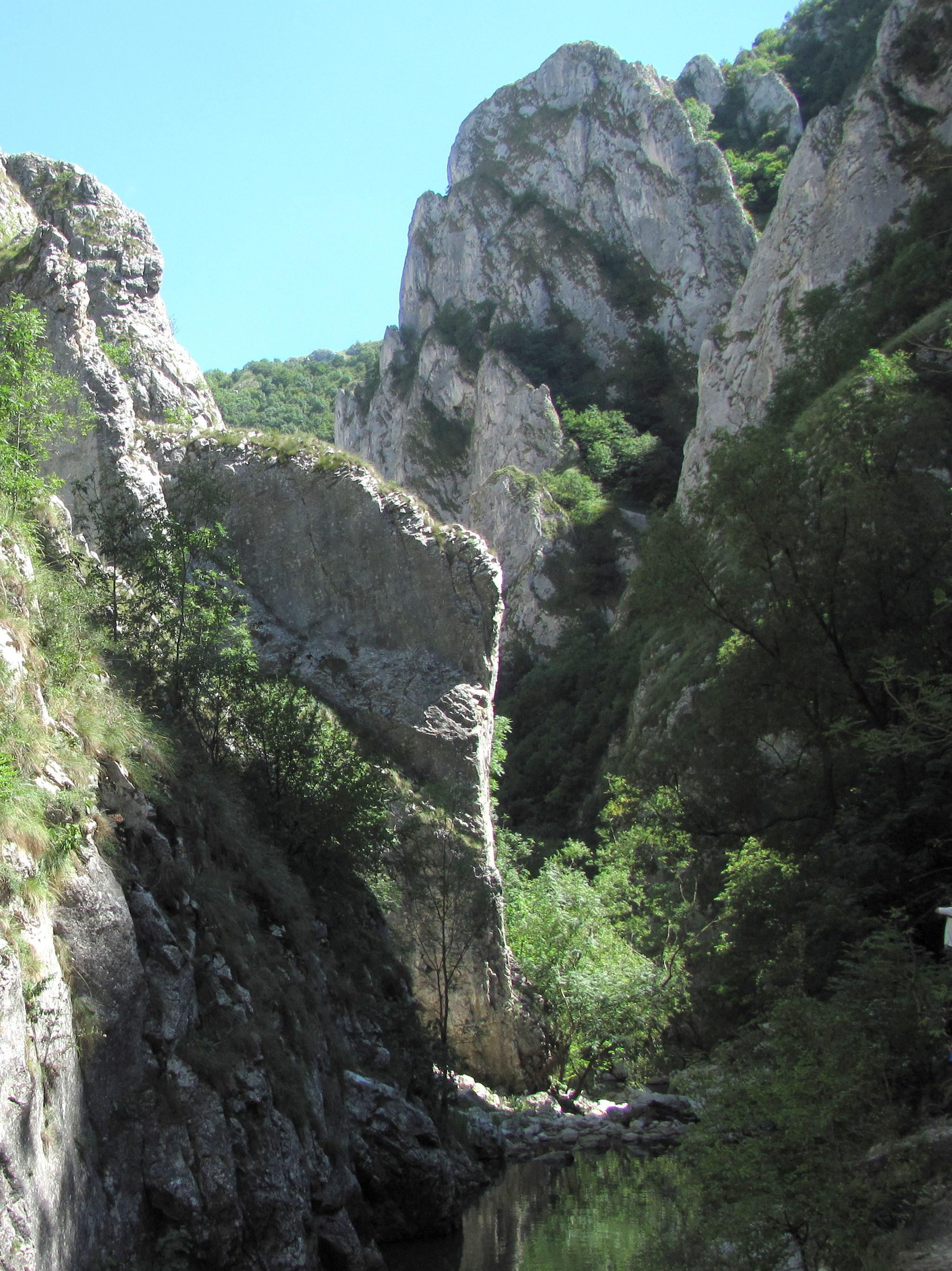
Cheile Turzii Stânci
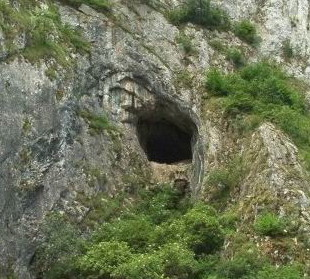
Cheile Turzii Peștera "Cetățuia Mare" ("Peștera lui Balica")
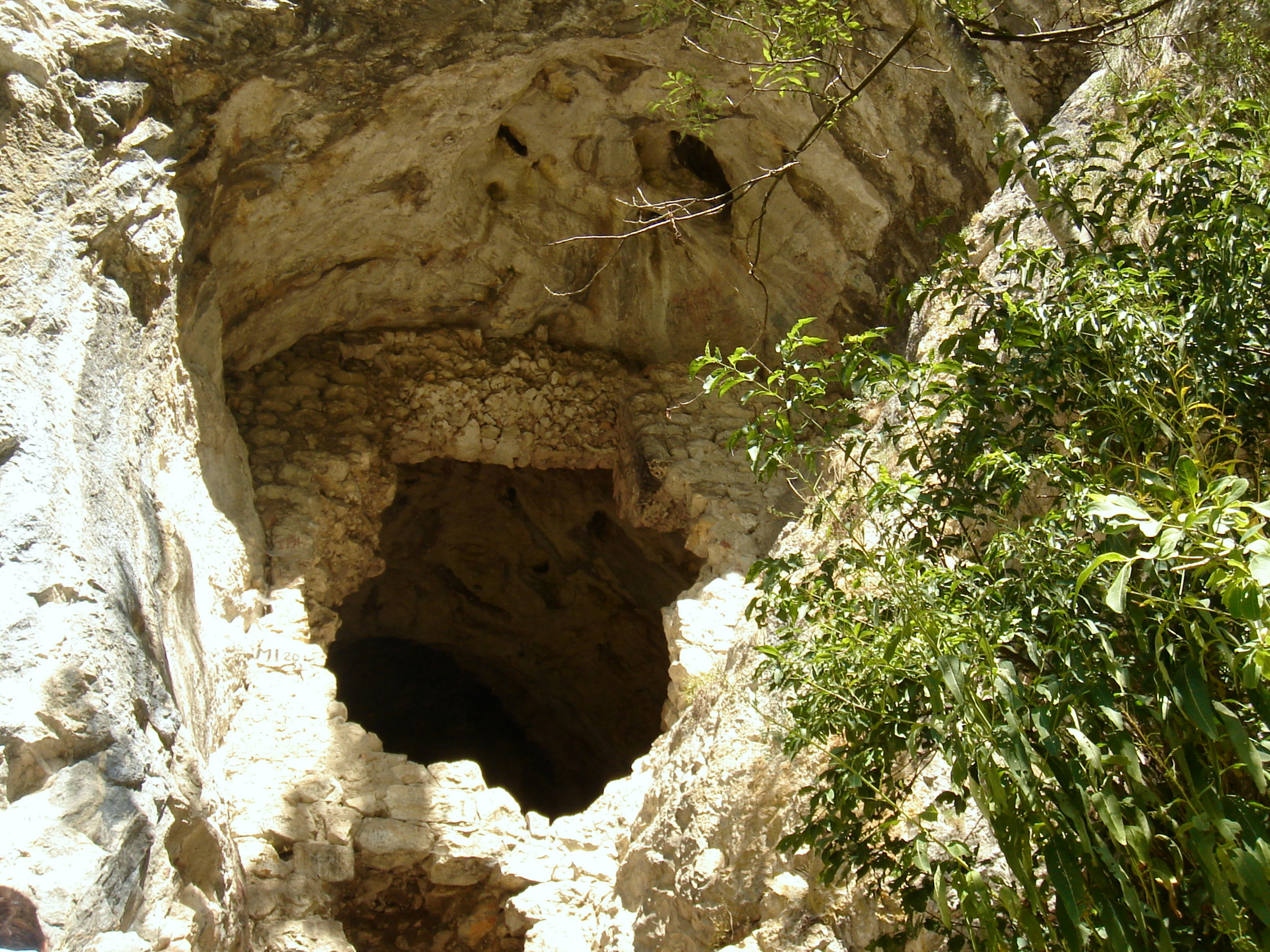
Cheile Turzii Peștera "Cetățuia Mică"
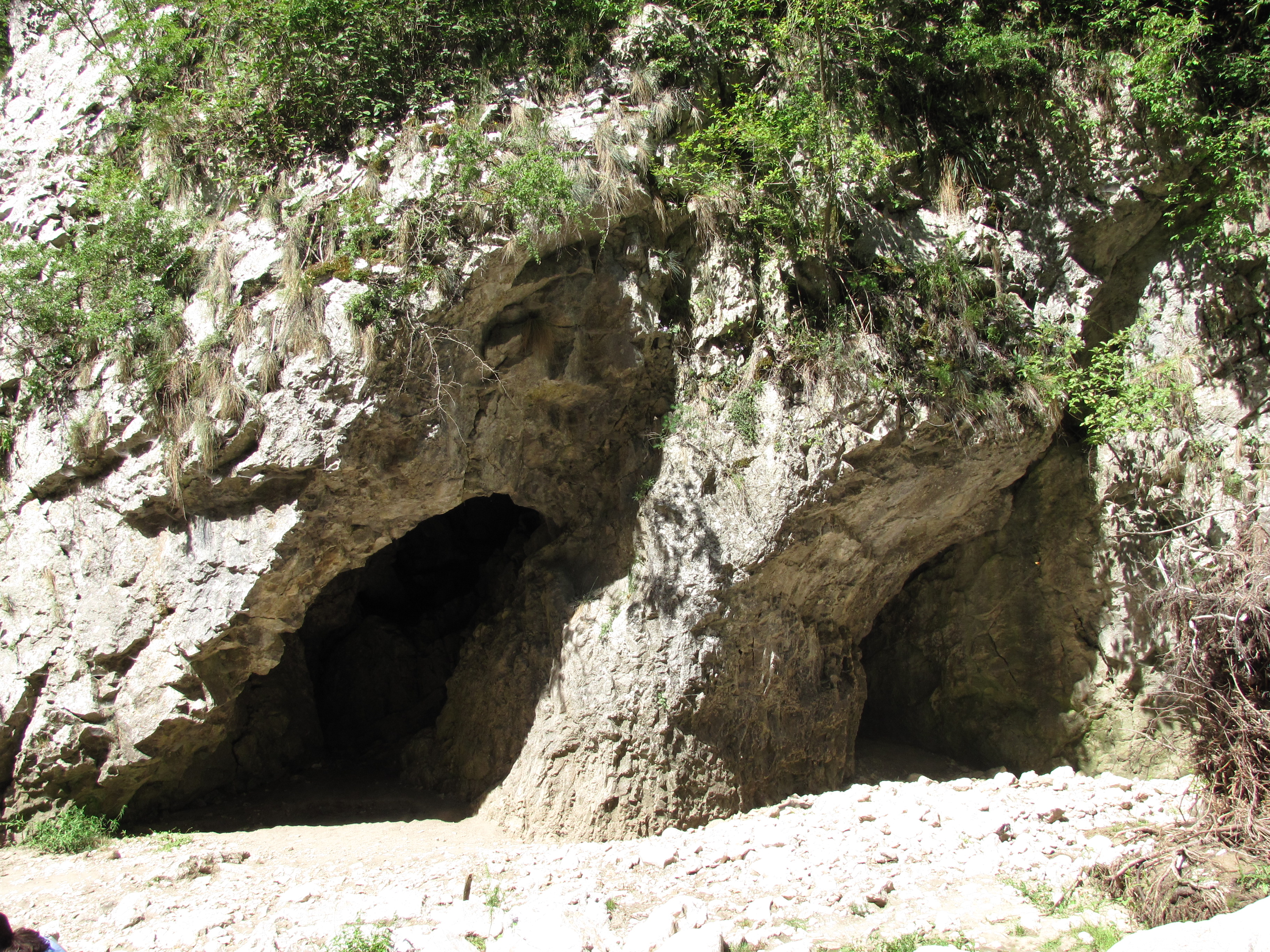
Cheile Turzii Peșteri
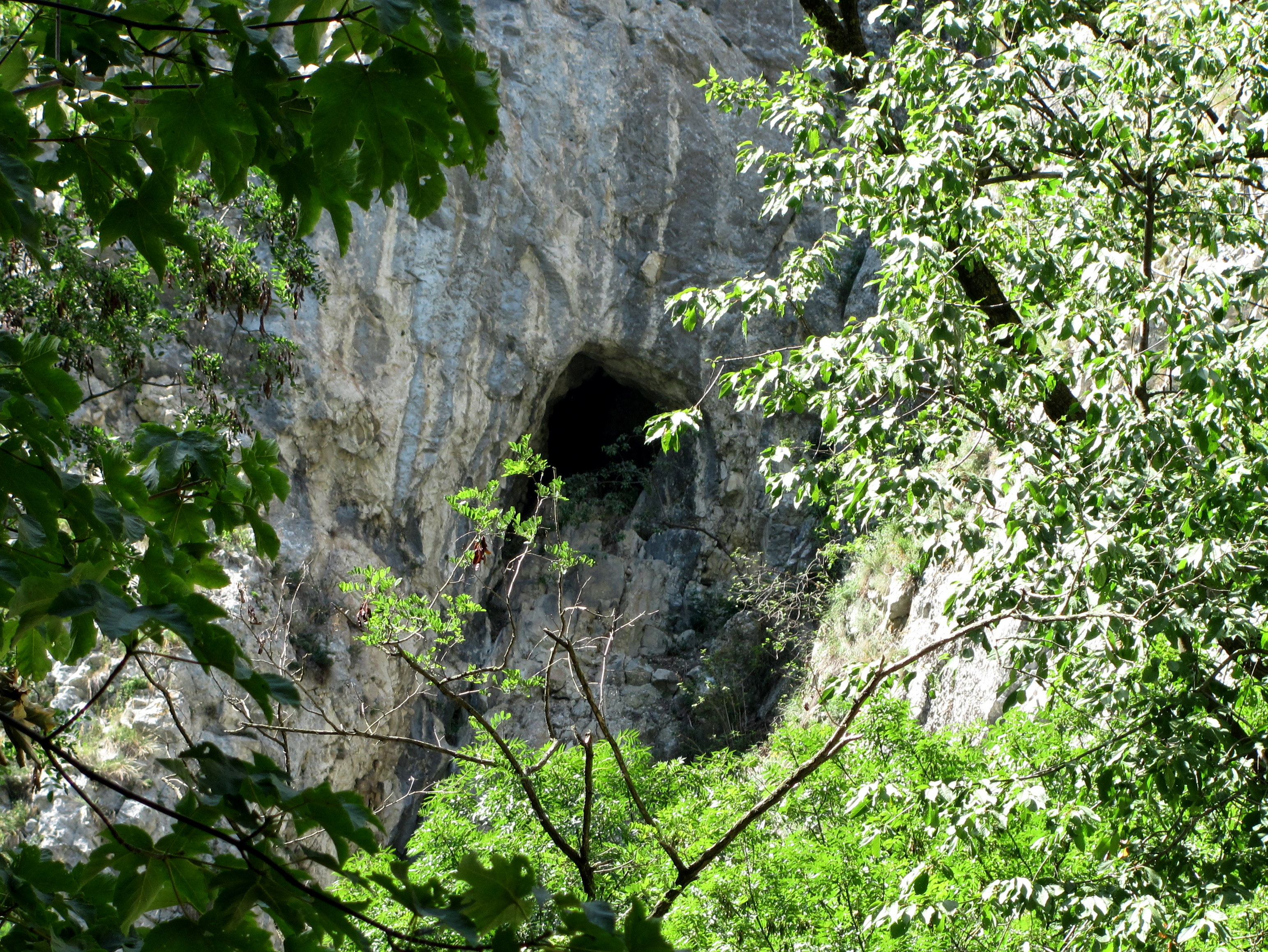
Cheile Turzii Peșteră
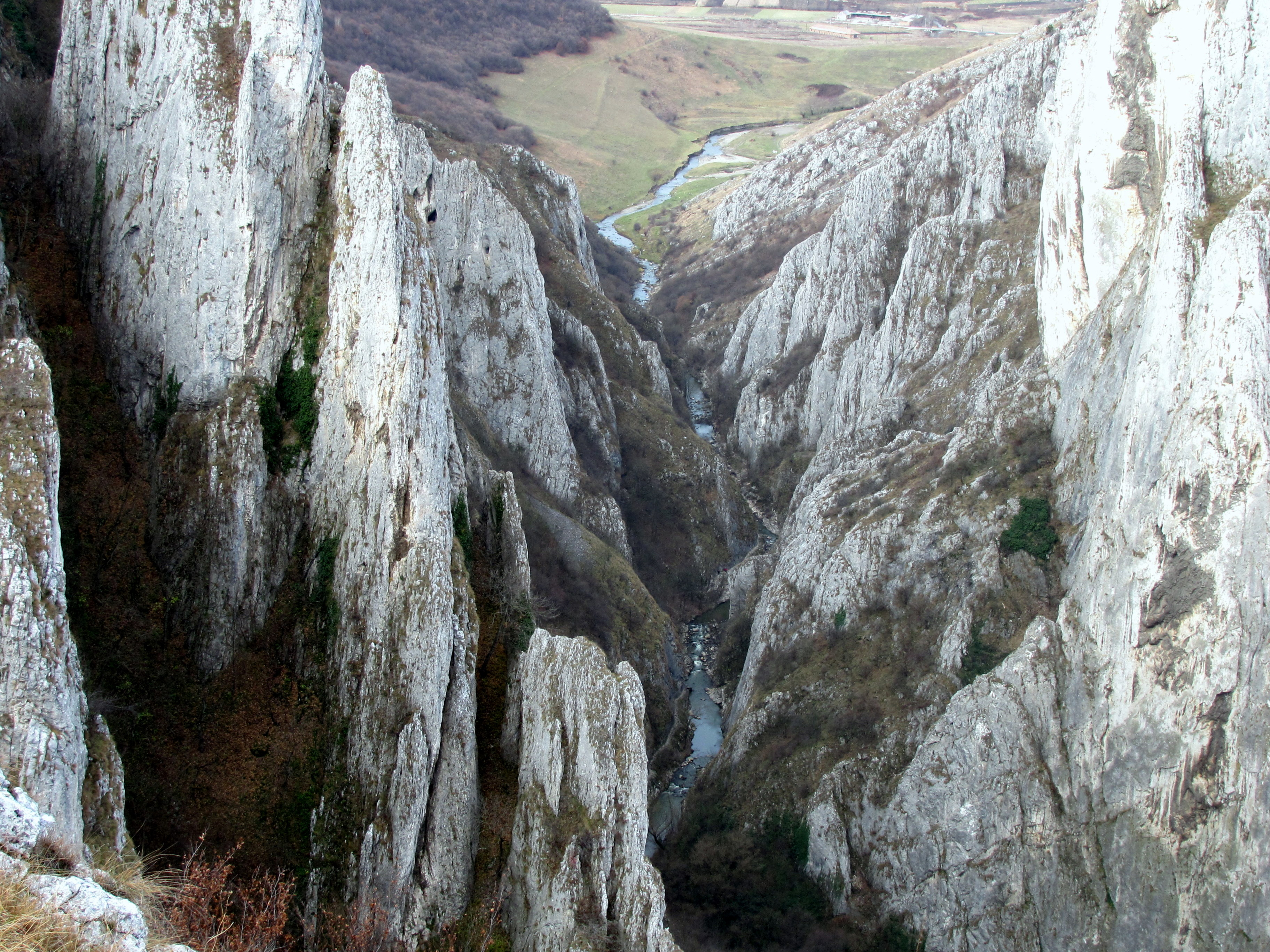
Râul Hășdate la intrarea în Cheile Turzii dinspre Petreștii de Jos
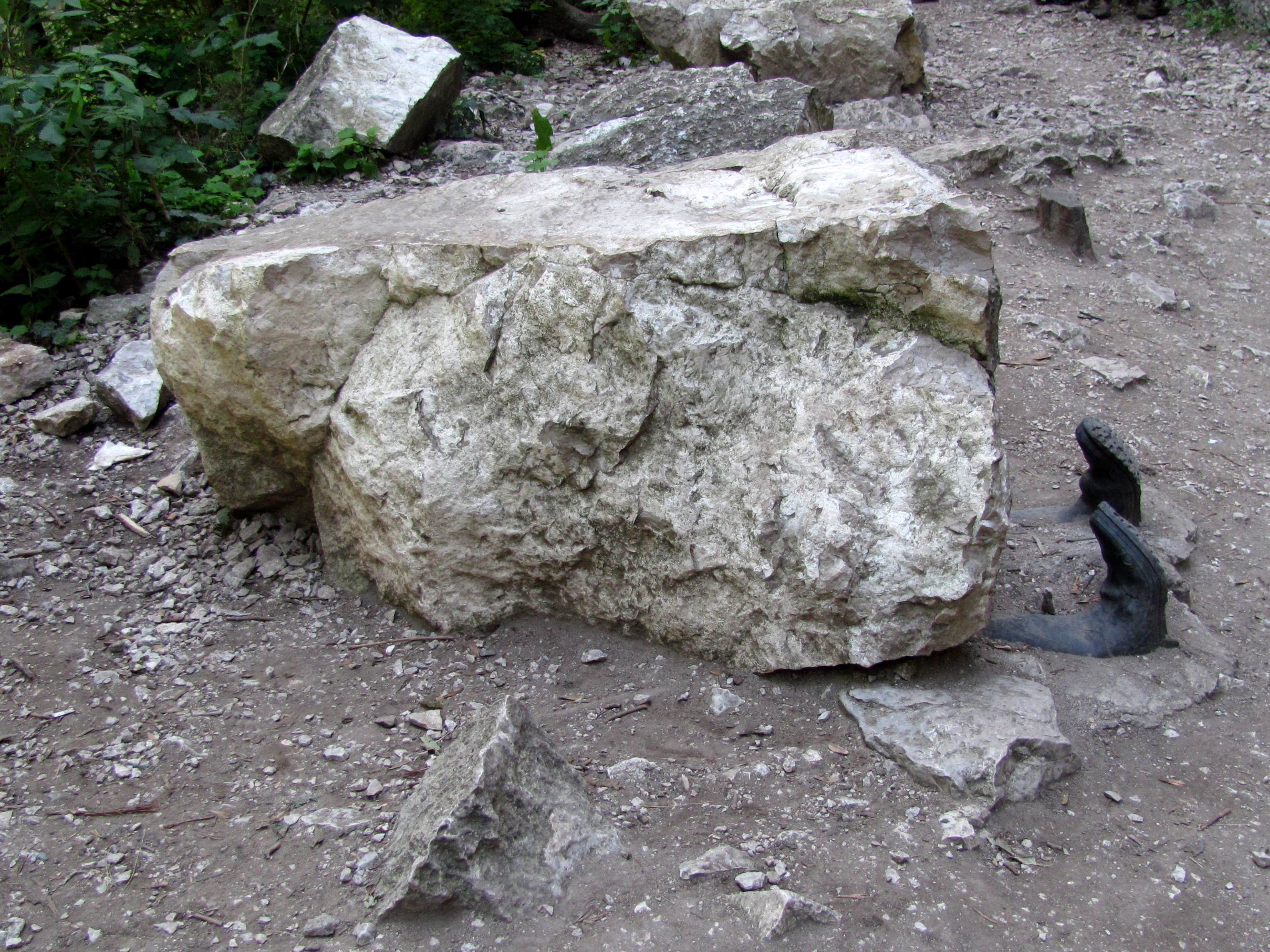
Fake umoristic
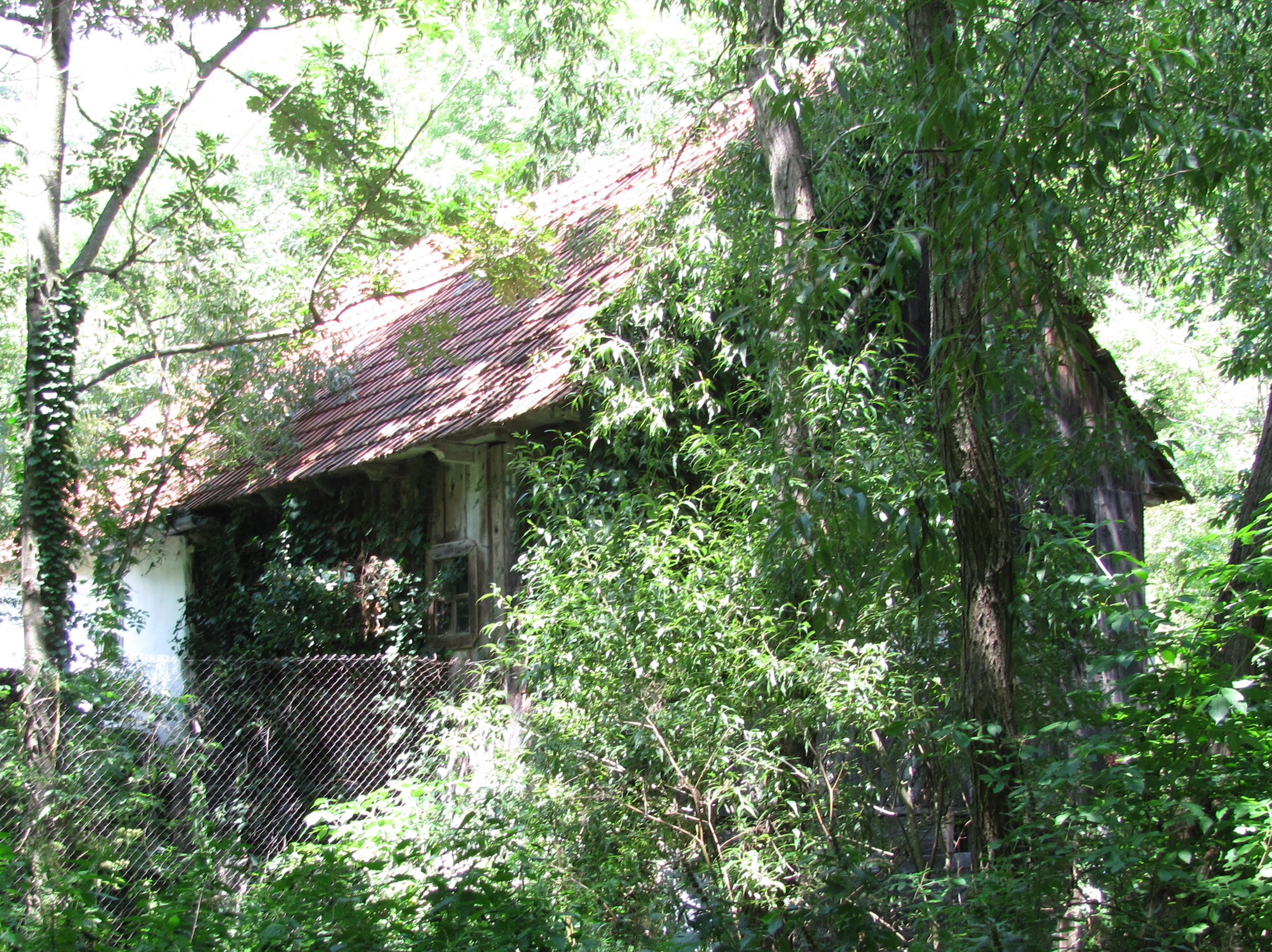
Una din morile de la iesirea din Chei
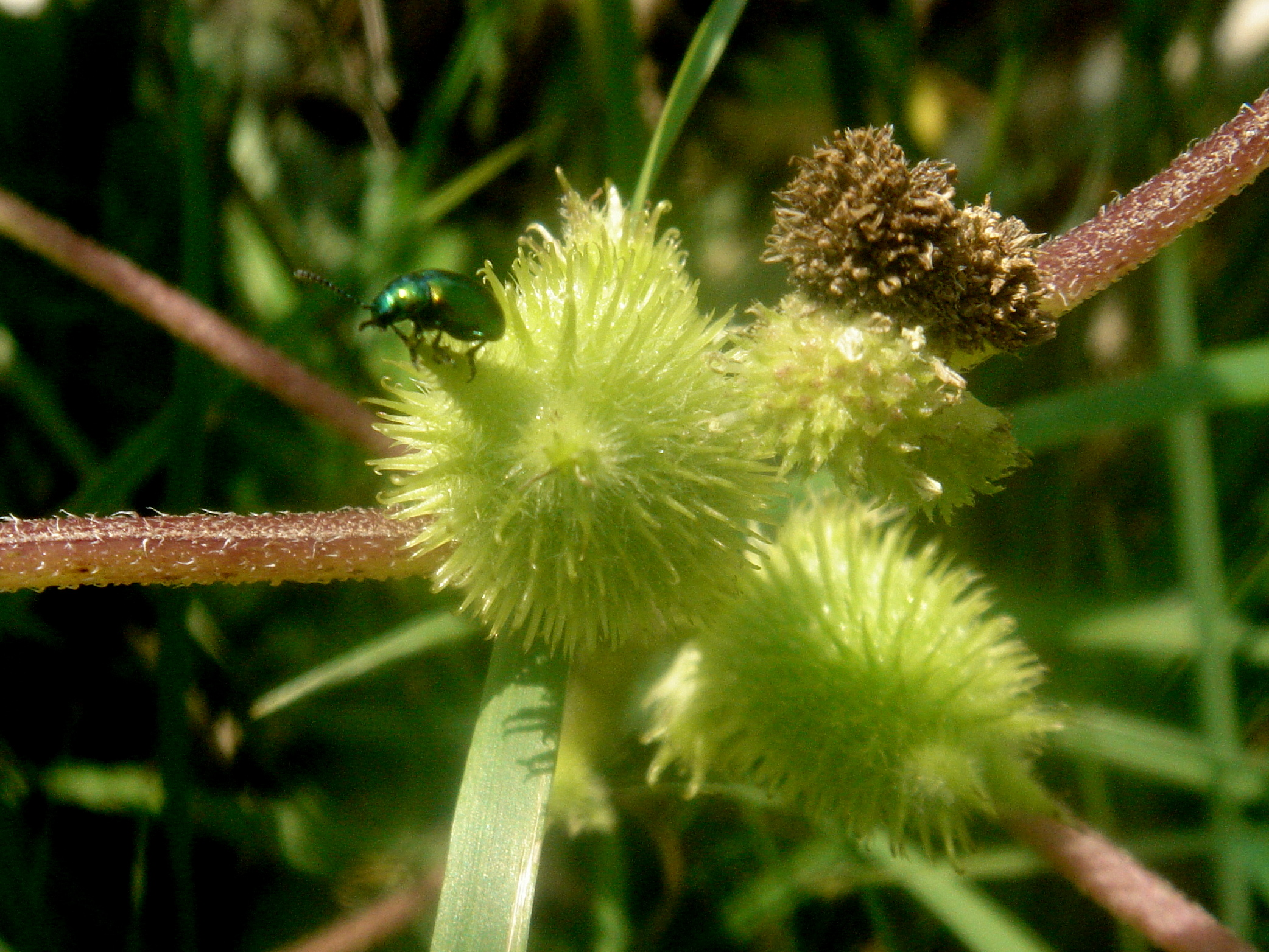
Exemplu de flora
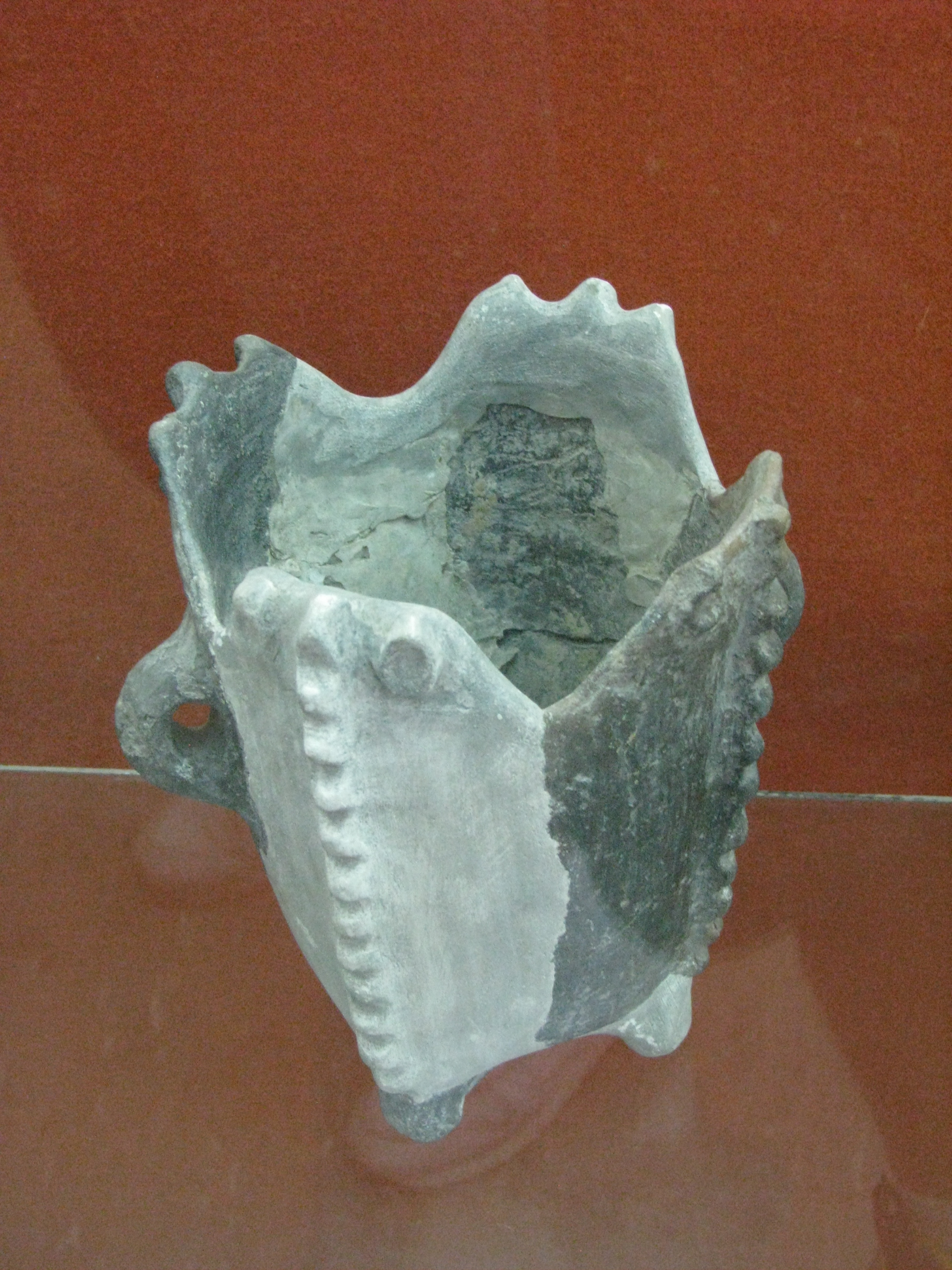
Obiect din epoca eneolitică găsit la Cheile Turzii (Muzeul Național al Unirii Alba Iulia)
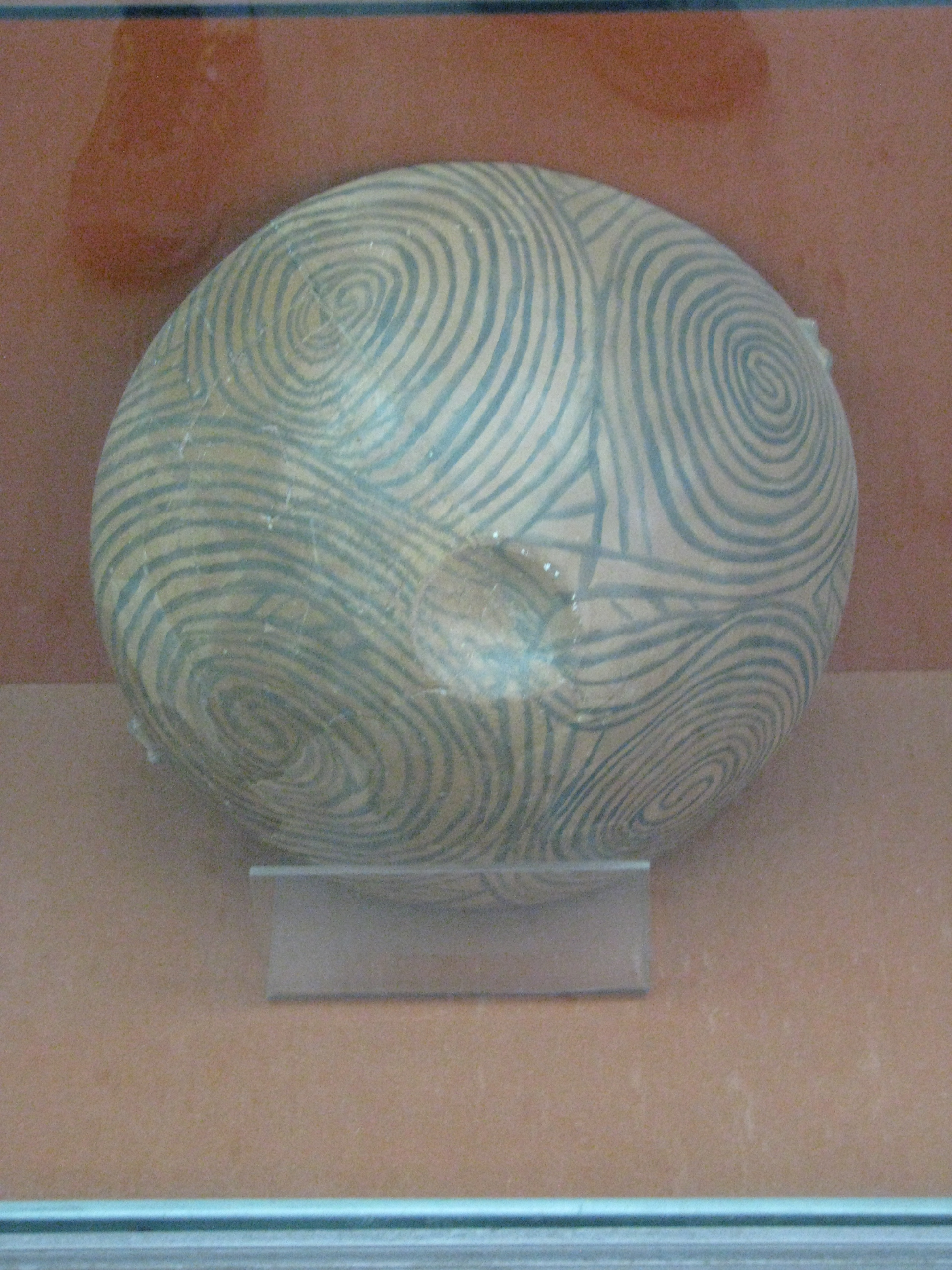
Obiect din epoca eneolitică găsit la Cheile Turzii (Muzeul Național al Unirii Alba Iulia)